# السلفية في ألمانيا
وفقا لتقديرات المكتب الاتحادي لحماية الدستور وبعض سلطات الدولة لحماية الدستور، الحركة السلفية في ألمانيا، هي حركة المقاومة الاسلامية الأكثر نشاطًا حاليا في ألمانيا. وهي اتجاه داخل الإسلام السياسي، والتي تصدرت المشهد بشكل صارم في الفترة التأسيسية للدين الإسلامي. وتصنف سلطات الحماية الدستورية السلفية كأيديلوجية أصولية، التي تحاول من خلال الدعايا المكثفة (مما يعني الدعوة أي التبشير بالدين الإسلامي) أسلمت وتبشير المجتع الألماني وفقا لقواعدها. 
ويقيم التنظيم السلفي تحت مراقبة من سلطات الحماية الدستورية، والتي بموجبها تقريبا جميع الأشخاص والهياكل الإرهابية الإسلامية المعروفة في ألمانيا والتي تنتسب إلى التيارات السلفية.

شعار المكتب الاتحادي لحماية الدستور.

## المفهوم والمنشأ
تختلف السلفية الأصُولية الجديدة بشكل واضح عن بدايات السلفية التاريخية المُتمثلة في مدرسة حداثة مطلع هذا القرن والحركة المناهضة للاستعمار. وبعد الخزلان من نتائج السياسات القومية والاشتراكية، ولا سيما حول الحرب بين الدول العربية وإسرائيل في عام 1967، وبعد ظهور الثورة الإسلامية في ايران عام 1979، شهد التيار الديني في دول المسلمين قوة هائلة، فاصطفت فيه الحركة السلفية الجديدة كجزء منه.
وقد أبعدت هذه الحركة السلفية المعاصرة نفسها عن مدرسة الحداثة. فلقد استعمل أوليفر روي مصطلح الأصولية كمصطلح جديد أكثر دقة، الذي يتتمضن مجموعات مختلفة غير متجانسة لضبط التشكيل الجديد. وهي قد انقسمت إلي جزءين: جانب متزمت وآخر جهادي.
- الأول يعود إلي سلفية ما قبل الحداثة، الانطباع الوهابي السلفية الوهابية، ولها حاليًا مركزها الروحي تبعا لذلك في المملكة العربية السعودية
- والآخر سلفية جهادية محاربة.

بينما تستخدم السلفية والوهابية بشكل جزئي بالتبادل. الوهابيين هم جزء من سلفية ما قبل الحداثة وينتموا أيضا إلي السلفية المعاصرة ممن كانوا قد اختلفوا إلي حد كبير مع السلفية الحديثة. يصف أولئك الوهابيون، الذين يردون تجنٌب أن تُشير تسميتهم إلى محمد بن عبد الوهاب، نفسهم كذلك بالسلفيين ويطالبون لأنفسهم بممارسة الإسلام الأصلى، وكذلك بأن يخدمهم السلف كسلطات.
وفي حين أن السلفية الحادثة تريد أن تحظي علي دور قيادي حضاري للمسلمين، من خلال العودة والرجوع إلي القيم الأصلية، أرادت الأصولية الإسلامية العودة بالزمن إلي الوراء واعتبار العالم كله اليوم عدوانيا.ومن هذه الناحية يكون بذلك مناقضاً تماماً لسلفية هذا القرن. وهو يعتبر كأسرع تيار أصولي متزايد للإسلام. وتعتبر حركة فئوية (حزبية), التي تنعزل عن كل الثقافات -الشائبة والحقيقية- وترغب في ممارسة الدين.

## الوضع في ألمانيا
وفقا لتقرير حماية الدستور، أنه ارتفع عدد السلفيين في ألمانيا من 3800 شخص إلي 4500 شخص وذلك في عام 2012. وقد قرر الباحث الإسلامي (بينو كوبفر) أن عدد السلفية في ألمانيا من ثلاثة إلي خمسة آلاف وذلك في عام 2010. وقال الخبير الإسلامي (غودو شتاين بيرج) أنه في عام 2011 كان عدد المتابعين للسلفية من أربع إلي خمسة آلاف متابع. وفي عام 2014 يعيش في ألمانيا حول 6.300 سلفيا وذلك وفقا لإرصادارات حماية الدستور. 
وترجع غالبية الإتجاهات السلفية في ألمانيا إلي السلفية السياسية، وذلك علي رأي المكتب الفيدرالي لحماية الدستور. وكل هذا يعتمد علي أنشطة الدعايا المكثفة، لكن! علي النقيض من ذلك، يظن أتباع السلفية الجهادية أن أهدافهم التي يريدونها، لن تتحقق إلا باستخدام العنف والقوة. وكما يوجد هناك أشخاص معينين من قبل حماية الدستور حوالي 100-150 شخص، الذين يمكنهم بالفعل أن يصبحوا قتلة ومغتالين.

## الجمعيات السلفية في ألمانيا
ومن بين أكثر الجمعيات المتطرفة المعروفة في ألمانيا، على سبيل المثال جمعية (بيت الثقافات متعددة الأجناس) المحظورة عام 2005، وكذلك (مركز المعلومات الإسلامية) المنحل في سبتمبر عام 2007 في مدينة أولم/نوي-أولم. وجمعية (الدعوة إلي الجنة) والتي تحتسب من السلفيين، ولقد روقبت من الحماية الدستورية بسبب موقفهم التمييزي ضد المرأة والمثليون (الشاذون الجنسيون). وينتسب لهذه الجمعية المعتنق (للإسلام) بير فوجل، الذي قام بالتبشير عن طريق شرائط الفيديو علي شبكة الإنترنت. وقد تم حل هذه الجمعية في عام 2011.

## الدعايا والتبشير
وبالإضافة إلي دعايا شبكة الإنترنت ازداد نشاط دعاة السلفية الإسلامية المتطرفة مثل (إبراهيم أبو ناجي) في مجمل مناطق الاتحاد، ولكنه يتركز في شمال الراين، وستفاليا، وفرانكفورت، وبرلين. والهدف من تكثيف هذه الجهود هي السلطات الصاخبة لجهاز المخابرات (سلطات حماية الدستور) ’’صبغة المتحولون علي الإسلام بالانطباع السلفي، وبالتالي أيضا علي نشر هذا النوع من التتطرف الذي تحركه دوافع دينية في ألمانيا ’’. 
وفي أثناء عطلة عيد الفصح في عام 2012، تقسم السلفيون في حوالي خمسة وثلاثون دولة خالية من القرآن في ألمانيا. وذلك في المدي الذي كتبه (أبو ناجي) في الموعد المقدر. وقد تم توزيع ثلاثمائة ألف نسخة. وقد تم أيضا تحاشي حظر النشر في بعض الدول من المعاون السلفي. 
ووفقا لدراسة أجرتها معلومات GMBH تدعي أن ثلثي الشبان الأتراك في ألمانيا يقومون بالعمل التوزيعي على شكل جيد، ذلك في حين أن نسبة كبيرة، تقريبا نفس هذا القدر (ثلثي) من زوي الخمسين عاما يرفضون الإفراط في هذا العمل أيضا. وهناك نسبة طفيفة من الشبان مابين الثلاثين عاما والتسع وأربعون عاما هي التي تلتزم الرفض.

## التقييم من قبل المسلمين الليبراليين
ممن ضمن من مثلوا الحركات الليبرالية في الإسلام، الباحثة الإسلامية لمياء قدور التي رفضت بشدة المواقف والجهود التبشيرية من قبل نشطاء الدعوة السلفية. (قدور) تشعر من خلال إجراءات السلفية التبشيرية، واجراءات حملة توزيع القرآن في عملهم، بانتكاسه لاتقل عن عشرين خطوه للوراء.

## السلفيون المعروفون في العقود الأخيرة في ألمانيا
- أبو الأدهم- Abdul Adhim Kamouss
- بيرن هارد فالك- Bernhard Falk
- دينيس مامادو - Denis Mamadou Cuspert
- حسن دباغ - Hassan Dabbagh
- إبراهيم أبو ناجي - Ibrahim Abou-Nagie
- ماركل كراس - Marcel Krass
- محمد سفتسي - Muhamed Ciftci
- بير فوجل - Pierre Vogel
- سيفين لاو - Sven Lau
- رضا سيام - Reda Seya

## الأدب
- (ديرك باهير) - Dirk Baehr الداعية السلفي المعروف علي شبكة الإنترنت. من البعثة النقية إلي الجهاد العالمي: الاختلافات النظرية فكرة جوهرية بين التيارات السلفية في ألمانيا.[19]
- (ديرك باهير) - Dirk Baehr : التيارات السلفية مميزة في ألمانيا، في أوفي باكس Uwe Backes - الكسندر جالوس Alexander Gallus - ايكهارد جيسي Eckhard Jesse.[20]
- (اولريش كراستر|)- Ulrich Kraetzer : السلفيين تهديد إلي ألمانيا.[21]
- (أوليفر روي) - Olivier Roy : الطريق الأسلامي إلي الغرب بالعولمة والتطرف.[21]
- (تورستن جيرالد) - Thorsten Gerald Schneiders : السلفية في ألمانيا مخاطر وجذور لحركة متطرفة اسلامية.[22]

## المرئيات
- ايريك بيرس، فريتزشمادينست: علي شبكة الإنترنت للسلفيين- القصة الأولي. Im Netz von Salafisten – Die Story im Ersten.

16 يوليو 2012، حوالي 45 دقيقة إنتاج SWR.
- اقتراح السلفيين: قطع الأيدي والرؤوس والرجم Salafisten-Vorschlag: Köpfen, Steinigen, Handabschlagen. إذاعة شبيجل. تقرير صحفي، 20 سبتمبر 2010، حوالي 10 دقائق.
- مشهد السلفيين في ألمانيا. Salafisten-Szene im Deutschland. إذاعة ومجلة شبيجل، 8 مايو 2011، حوالي 18 دقيقة.

## مواقع شبكية
- Die Salafiyya-Bewegung in Deutschland ملف حول الإسلام والسلفية من الوكالة الاتحادية للتربية المدنية.
- tagesschau.de – Stichwort Salafismus
- Einschätzungen des Bundesamtes für Verfassungsschutz zum Salafismus
- Albrecht Metzger ألبريشت ميتسغر: Unter strengen Brüdern. في 27 مارس 2008 (علي مرأي جهاز المخابرات السري).
- Wer sind die Salafisten؟. راديو المعرفة مقاطع صوتية - ومقابلة مع الداعية الإسلامي (غوتس نورد) - Götz Nordbruch.
- Buchrezension Wolf Schmidt "Jung, deutsch, Taliban" - Tiefe Gräben
- سيباستيان فريدريش / هانا شولتس: Bedrohung Salafismus؟ تحليل الجدل حول السلفية من نوفمبر 2012.